# Steinfurths Diek
Der Steinfurths Diek ist ein künstlich angestauter See im Hamburger Stadtteil Billstedt. Er wird von der Glinder Au gespeist und fließt über ein Stauwehr in Richtung Steinbeker Mühlenteich ab. Der Name geht auf eine historische, steinerne Furt an dieser Stelle zurück. Die Untiefe in dem Bachlauf der Glinder Au führte auf eine parallel zum Bach verlaufende Erhebung (Diek). Im 16. Jahrhundert wurde die Glinder Au hier aufgestaut, um einen Mühlenbetrieb zu errichten. Die Mühle am Stauteich wurde fast bis 1900 zur Herstellung von Gerb- und Farbstoffen genutzt. Dann stellte ein Engländer, der die Mühle kaufte, bis zum Weltkrieg pharmazeutische Erzeugnisse her. Sein Nachfolger verkaufte während des Krieges die Maschinen, und seitdem ist die Wasserkraft hier nicht mehr ausgenutzt worden.
Der umliegende Waldpark Steinfurth hat sich zu einer biologisch wertvollen Grünanlage im Hamburger Osten entwickelt und ist Heimat von Eisvögeln und Graureihern. Auch seltene Schmetterlings- und Libellenarten wie das Landkärtchen, der Aurorafalter oder die Gebänderte Prachtlibelle haben ihren Lebensraum.
An dem Stauwehr gibt es eine Fischtreppe aus einer Reihe von Betonbecken, die 3 Meter breit, 1 Meter lang und 1 Meter tief sind und eine Absturztiefe von ungefähr 23 cm haben. Der NABU monierte 2005, die Konstruktion sei unter anderem für Aale und Quappen nicht geeignet. Auch sprungkräftige Salmoniden könnten diese Treppe aufgrund eines zu kurzen Anlaufweges kaum überwinden.
In dem als Cyprinidengewässer eingestuften See kommen Aale, Karpfen, Schleien, Karauschen und Teichmuscheln vor. Das Angeln ist nur Mitgliedern des eingetragenen Vereins „Angelfreunde von 1963“ gestattet.
Im Jahr 2004 wurde ein Antrag auf Ausweisung der Steinfurther Dieks als Naturdenkmal gestellt.